# Guasuntos
Guasuntos ist eine Ortschaft und eine Parroquia rural („ländliches Kirchspiel“) im Kanton Alausí der ecuadorianischen Provinz Chimborazo. Die Parroquia besitzt eine Fläche von 45,91 km². Die Einwohnerzahl lag im Jahr 2010 bei 2413. Die Bevölkerungsentwicklung hat einen negativen Trend.

## Lage
Die Parroquia Guasuntos liegt in den Anden. Der Hauptort Guasuntos befindet sich 5 km südöstlich des Kantonshauptortes Alausí auf einer Höhe von 2530 m. Die Fernstraße E35 (Alausí–Chunchi) führt an Guasuntos vorbei. Der Río Chanchán (im Oberlauf auch Río Guasuntos) durchfließt die Parroquia in westlicher Richtung.
Die Parroquia Guasuntos grenzt im Osten an die Parroquia Achupallas, im Südwesten an die Parroquia Pumallacta, im Westen an die Parroquia Alausí sowie im Norden an die Parroquia Tixán.